# James Eads
James Eads (nacido el 14 de enero de 1997 en Orlando, Florida) es un jugador de baloncesto estadounidense que actualmente forma parte de la plantilla del Szolnoki Olajbányász de la NB I/A húngara. Mide 1,93 metros y puede alternar las posiciones de base y escolta.

## Trayectoria
Nacido en Orlando, Florida, es un base formado en la Edgewater High School de su ciudad natal hasta 2015, fecha en la que ingresó en la Universidad de Tuskegee, donde jugaría durante cuatro temporadas la NCAA con los Tuskegee Golden Tigers, desde 2015 a 2020.
Tras no ser drafteado en 2020, Eads firma por el CS Phoenix Galaţi para disputar la Liga Națională rumana. 
El 17 de julio de 2021, firma por el Twarde Pierniki Torun de la Polska Liga Koszykówki.
El 18 de agosto de 2022, firma con el Wilki Morskie Szczecin de la Polska Liga Koszykówki.
El 11 de agosto de 2023 fichó por el equipo húngaro del Szolnoki Olajbányász.